# Vicenta Pérez Hernandis
Vicenta Pérez Hernandis (Carlet, la Ribera Alta, 1903 – Xirivella, l'Horta Oest, 1992), més coneguda com a Vicentica la Serrana, va ser una cantant popular de cançó tradicional valenciana, molt preada per la puresa del seu estil i especialment per la seua extraordinària interpretació d'albaes, que la va fer destacar entre els millors cantaors de l'època com el Xiquet de Bétera, Conxeta la del Mercat, la Blanqueta, el Xiquet de Manises, Marieta del Túria, Victorieta, el Xiquet de Mislata, etc. Visantica va ser la transmisora directa del cant de la Riberenca, el qual és va quedar introduit dins dels altres estils com L'u i dos, L'u i dotze i l'u, Durant prop de cinquanta anys residí a Xirivella, on va rebre diversos homenatges, hi va morir a l'edat de 89 anys, i l'ajuntament va retolar una plaça amb el seu nom en el barri de la Llum.